# 마로치아

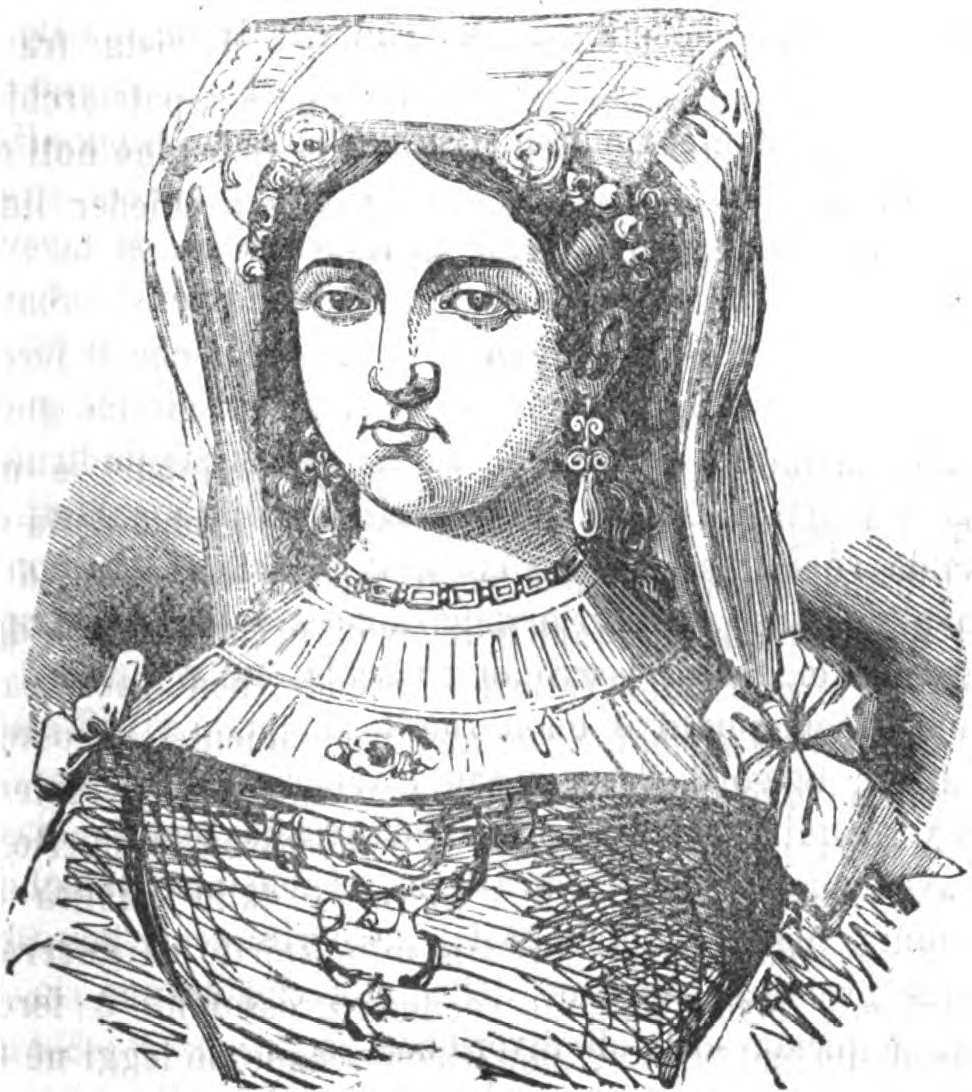

마로치아(이탈리아어: Marozia, 890년? ~ 932년 혹은 937년)는 로마의 귀족부인이다. 교황의 선출과 교황직 행사에 강력한 권력을 행사하여 이른바 교황역사의 창부정치를 만들었다. 교황 세르지오 3세의 정부(情婦)이자 교황 요한 11세의 어머니로 알려져 있다. 마로치아는 자신의 애인과 아들과 손자가 모두 교황직에 오르는 진기록을 세웠다.
마로치아는 890년 로마의 유력한 정치가인 테오필락투스 백작과 테오도라의 딸로 태어났다. 당시 테오도라는 남자 못지않게 로마에서 강력한 권력을 행사하였다. 불과 15살 때 그녀는 아버지 테오필락투스의 사촌이자 포르투스의 주교인 세르기우스의 정부가 되었고 두 사람사이에는 나중에 교황 요한 11세가 되는 요한이라는 아들이 생겼다. 포르투스의 주교 세르기우스는 904년 교황 세르지오 3세로 교황직에 올랐다. 이 때부터 교황의 역사는 약 60년간 창부정치로 얼룩지게 된다. 909년 마로치아는 스폴레토의 알베리쿠스 1세와 결혼했는데 마로치아는 알베리쿠스와의 사이에서 사생아인 요한 외에 또다른 알베리쿠스라는 아들을 낳았다.
924년에 알베리쿠스 1세는 죽었는데 이시기는 로마에서 영주들이 교황청으로 대표되는 전통적인 귀족족벌체제에 반대하여 완전한 승리를 거두었고 교황의 권위는 바닥에 떨어진 시기였다. 마로치아는 곧 투스카니의 귀도와 결혼하여 교황 요한 10세에 맞섰다. 두 사람은 로마로 진격하여 교황 요한 10세를 체포하였고 산탄젤로성에 가두었고 928년 그곳에서 질식사시키고 로마의 권력을 장악했다. 마로치아는 요한 10세의 후임으로 교황 레오 6세와 교황 스테파노 7세를 차례로 선출했는데 이 두 교황은 단지 마로치아의 꼭두각시에 불과했다.
932년 마로치아는 남편 알베리쿠스의 이복형제인 이탈리아 왕 우고와 결혼하였다. 당시 우고는 이미 결혼한 상태였기 때문에 마로치아와 결혼하기 위해서 이전의 결혼을 무효화하고 (아내를 살해하고 어머니의 명예를 훼손하고 동생의 눈을 멀게 한 후) 마로치아와 결혼할 수 있었다. 마로치아는 계속 권력을 행사하여 931년 마로치아는 21살의 아들 요한을 교황 요한 11세로 교황직에 앉히는 데 성공했다. 그러나 마로치아의 또 다른 아들인 스폴레토의 알베리쿠스 2세가 후고와 마로치아의 권력에 반대하여 932년 그들을 폐위 시키자 후고는 도망치고 마로치아는 감옥에 갇혔다. 알베리쿠스 2세는 로마에서 왕으로 군림하면서 어머니 마로 치아를 죽을 때까지 산탄젤로성의 감옥에 가두어 두었다. 알베리쿠스 2세의 아들이자 마로치아의 손자인 교황 요한 12세가 955년에 교황직에 올랐다.
마로 치아가 언제 죽었는지는 확실하지 않지만 932년에서 937년 사이에 산탄젤로성의 감옥에서 죽었던 것으로 보인다.

## 같이 보기
- 산탄젤로성